# 梁彥光
梁彦光（534年—593年7月13日），名修芝，字彦光，以字行，安定郡乌氏县（今宁夏回族自治区固原市泾源县）人，北周、隋朝官员。

## 生平
梁彦光的曾祖梁茂是北魏镇西大将军、秦州刺史、临泾郡开国公，祖父梁育是北魏平西将军、华州刺史，父亲梁显是东雍州刺史、大鸿胪卿，赠开府仪同三司、泾荆二州刺史。梁彦光幼年聪慧，有天赋卓越品性，其父梁显常对亲近的人说：“此兒有风骨，当兴吾宗。”七岁时，父亲病重，医生说吃五石可以痊愈。当时求紫石英不得。梁彦光忧虑憔瘁不知所为，忽然在园中见到一物，梁彦光原来不认识，奇怪拿着回来，就是紫石英。亲属都很怪异，以为是被至孝所感动。西魏大统末年，入太学，学习经史，有规矩法度，随便做事也必定以礼。出仕担任秘书郎，时年十七岁。
北周建立，转任舍人上士。周武帝时，官至小驭下大夫。为母亲守丧去职，悲痛过礼。不久，朝廷令他视事，周武帝见其悲痛过度，嗟叹很久，多次被皇帝安慰。后转任小内史下大夫。建德年间，为御正下大夫。跟随周武帝平北齐，因功授为开府、阳城县公，食邑千户。周宣帝即位，拜华州刺史，进封华阳郡公，增食邑五百户，以阳城公转封小儿子梁文讓。随后进位上大将军，转任御正上大夫。不久拜柱国、任青州刺史，宣帝驾崩，没有上任。
隋文帝受禅，以梁彦光为岐州刺史，兼领岐州宫监，增食邑五百户，通前一共二千户。很有治理政绩，嘉禾连理，出现在岐州境内。开皇二年，隋文帝到岐州，高兴他的才能，下诏书予以表扬，并且赏赐给他一束绢帛和一把御伞，以勉励天下的官吏。不久，又赐钱五万。过了几年，梁彦光调为相州刺史。梁彦光前在岐州，岐州民风质朴纯厚，梁彦光无为而治，每年上奏报给朝廷的户口、垦田和赋税都是全国第一。
后迁为相州刺史后，仍然采用在岐州的治理办法。但是相州治所邺城自北齐灭亡以来，衣冠士大夫多迁入关中居住，只有那些手工业者、商人、乐户都迁居邺城，因此民风险诈刻薄，人们喜欢造谣诉讼，称梁彦光为“戴帽的饴糖”。隋文帝听到了这些传闻，就免了梁彦光的官。一年以后，又任命他为赵州刺史。梁彦光请求再任相州刺史，文帝答应了他。相州的豪强猾吏听说梁彦光再次来相州任职，都纷纷嗤笑他。梁彦光到相州后，惩治不法，审理案件，料事如神，因此豪强猾吏纷纷潜逃，相州境内社会秩序大为好转。梁彦光又招致了一些名儒，在各地建立乡学，亲自主持考试，表扬奖励勤奋用功的学生，并开除那些懒惰不求上进的学生。对于被州郡荐举的秀才，他亲自在邺城郊外设宴为他们送行，并资送路费。于是相州的社会风气大变，官吏百姓都非常感激和爱戴梁彦光，再没有打官司的人了。
有滏阳人焦通，喜欢酗酒，事奉双亲无礼，被从弟告发。梁彦光没有治罪，带他至州学，令他观看孔子庙。当时庙中有韩伯瑜，母亲打他不痛，可怜母亲力气衰弱，对母亲悲泣，焦通感悟，悲痛惭愧，无地自容。梁彦光训谕把他放回去了。焦通改过励行，成为善士。官民感悦，没有诤讼。开皇十三年六月九日（593年7月13日），梁彦光在相州去世，虚岁六十，赠冀州、定州、青州、瀛州四州刺史，谥号襄，同年十一月丁酉朔廿四日庚申（593年12月22日）葬于小陵原零泉乡黄渠里，梁文谦嗣位。

## 脚注
1. 1 2 3 4  周晓薇, , 《陇东学院学报》 (02期), 2018年, (02期): 1–5  [2021-11-22], （原始内容存档于2020-04-18）

## 延伸阅读
[在维基数据编辑]
 《隋書·卷73》，出自魏徵《隋书》